# واتر تاور ميوزك
واتر تاور ميوزك (بالإنجليزية: WaterTower Music)‏ (كانت تُعرف سابقًا باسم نيو لاين ريكوردز من عام 2000 إلى عام 2010) هي شركة تسجيلات أمريكية تعمل كعلامة موسيقية داخلية تديرها شركة الترفيه وارنر برذرز، المملوكة في النهاية لشركة وارنر برذرز. ديسكفري. يعتمد الاسم والشعار على برج المياه الشهير وارنر برذرز.